# Tafrech
Tafrech (ou Tafresh ; en persan : تفرش / Tafreš) est une ville de la province de Markazi, en Iran, à 222 km au sud-ouest de Téhéran, dans une plaine au milieu de hautes montagnes. Tafrech est une cité ancienne, et fut longtemps une forteresse zoroastrienne.
Tafrech a fourni à l'Iran de nombreuses personnalités, ministres, hommes d'État, scientifiques, calligraphes, etc. Le physicien Mahmoud Hessaby, le botaniste Ahmad Parsa, le géographe Abbas Sahab et le géologue Abdolkarim Qarib étaient tous Tafrechis. Tous fondateurs ou refondateurs de leur discipline, leur origine explique pourquoi Tafrech est connue en Iran comme la "Ville des Pères iraniens".

## Histoire
La légende veut qu'à l'époque sassanide, alors que le zoroastrisme était la religion d'État et était menacé par l'Islam, Delaram, un soldat, organisa la résistance zoroastrienne à Tafrech. Un des villages qui composent Tafrech a été appelé Delaram d'après son nom, mais après la conquête de la Perse, ce village fut rebaptisé Teraran ("Les voleurs" en persan).
Il y a aujourd'hui encore beaucoup de tombes zoroastriennes dans les cimetières de Tafrech.

## Universités
Il y a trois universités à Tafrech, l'antenne locale de l'Université de technologie d'Amirkabir, l'Université Azad de Tafrech et l'antenne locale de l'Université Payame Noor.

## Vie locale
Bien que de nombreuses personnes vivent à Tafrech, la population baisse aujourd'hui à cause de l'émigration vers Téhéran et les autres grandes villes iraniennes.

## Sites importants naturels, historiques et monuments religieux de la ville
- Le temple du feu de Azargoshasb
- Eau minérale de Gerav
- Grotte de Ali Khorrandeh
- Ancien village de Kohak
- Les collines de Bala Mashhad Zolf
- Mausolée de Abolala, Bibi Dome
- Imamzadehs de Abolghasem, Shahzadeh Ahmad, Shahzadeh Ghasem et Shahzadeh Hadi Agheb

## Célébrités
- Mahmoud Hessabi, physicien;
- Ahmad Parsa, botaniste;
- Abbas Sahab, géographe;
- Abdolkarim Qarib, géologue;
- Babak Tafreshi, photographe.